# Annelise Löffler
Annelise Löffler, auch Anneliese (* 22. März 1914 in Münster; † 21. Juli 2000 in Köln) war eine deutsche Fotografin.

## Leben und Wirken
Kindheit und Jugend Annelise Löfflers waren von zwei tragischen Ereignissen überschattet: ihre Mutter starb sehr früh und 1933 auch ganz überraschend ihr Vater, Klemens Löffler, der Gründungsdirektor der Kölner Universitäts- und Stadtbibliothek. In den 1930er Jahren arbeitete Annelise Löffler zunächst als Übersetzerin; 1946 war sie bei der „Bild- und Filmberichterstattung Walter H. Schmitt“ in Köln als Laborantin und Fotografin angestellt und fertigte in dieser Zeit zahlreiche Bühnenaufnahmen an. Später dokumentierte sie viele Jahre lang die Bauten der Kölner Fa. Bauwens.
Neben Sach- und Architekturaufnahmen (z. B. etlichen Serien von Untersichten von Spannbetonbrücken) und einer Fülle von Studien aus dem Alltagsleben, liegt der Hauptschwerpunkt ihres fotografischen Schaffens im Bereich des künstlerischen Bühnentanzes. Hier erlangte Annelise Löffler überregionale Bedeutung, beispielsweise durch die regelmäßige Dokumentation der jährlichen Internationalen Sommerakademie des Tanzes in Köln.
Bereits eine kleine Auswahl von ihr fotografierten Persönlichkeiten liest sich wie ein „who's who“ der damaligen Tanzwelt: Alwin Ailey, Sonia Arova, Gerhard Bohner, Trisha Brown, Christopher Bruce, Nina Corti, Anton Dolin, Louis Falco, Gus Giordano, Tatjana Gsovsky, Melissa Hayden, Rosella Hightower, Kurt Jooss, Henning Kronstam, Pearl Lang, Hans van Manen, Matt Mattox, Samy Molcho, George Skibine, Marjorie Tallchief, Glen Tetley, Antony Tudor, José de Udaeta, Yuriko etc. und belegt zugleich die internationale Bedeutung der Akademie.

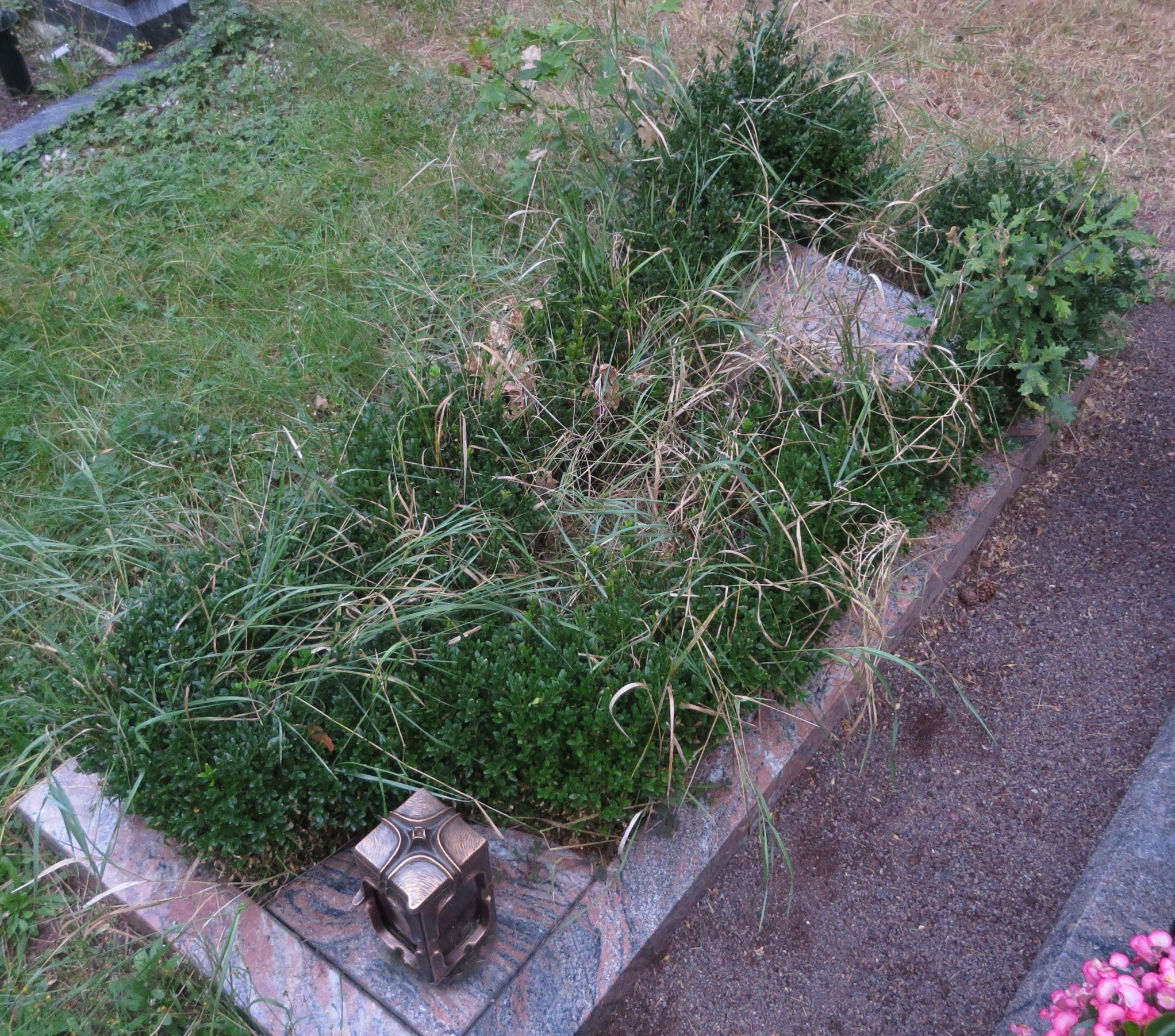
Grab Friedhof Melaten (2016)

Dazu fotografierte sie auch die Choreographischen Wettbewerbe in Köln, auf denen u. a. Reinhild Hoffmann, Susanne Linke, Krisztina Horvath, Marilén Breuker, Eiko und Koma und James Saunders ihre frühe(ste)n eigenen Choreographien der Öffentlichkeit vorstellten.
Annelise Löffler fotografierte die Aufführungen des Kölner Tanzforums, diverse Gastspiele internationaler Kompanien in Köln, ferner auf ihren Reisen die namhaftesten ortsansässigen Bühnentanzensembles in London, Den Haag, Nancy oder Basel, die jährlichen Essener Tanzpreisverleihungen, die Tagungen der Dt. Akademie des Tanzes usw. und über viele Jahre den Unterricht und die Aufführungen der Kindertanzklassen der international renommierten deutschen Kindertanzpädagogin Gisela Peters-Rohse. Unzählige Abdrucke in Fachbüchern, Tanzzeitschriften und Ballettkalendern belegen ihre Arbeit.
Löffler starb 2000 im Alter von 86 Jahren und wurde auf dem Kölner Friedhof Melaten (Flur 10 (T)) beigesetzt. Ihr tanzbezüglicher Nachlass befindet sich im Deutschen Tanzarchiv Köln.